# Guasapampa
Guasapampa é uma comuna da província de Córdoba, na Argentina.